# Омладински покрет 64 жупаније
Омладински покрет 64 жупаније (мађ. Hatvannégy Vármegye Ifjúsági Mozgalom) је ултрадесничарски, националистички, екстремистички и фашистички иредентистички покрет који се залаже за уједињење свих Мађара који живе ван територије Мађарске, као и за ревизују Тријанонског споразума, којим су дефинисане границе Мађарске 1920. године. Оснивач и првa вођа покрета био је Ласло Тороцкај, али је он поднео оставку на место лидера покрета 28. октобра 2006. године. Следећи председник био је Ђерђ Ђула Зађва од 2006. године. Покрет углавном делује у Мађарској, али је присутан и у Србији, где је регистрован као политичка странка. Покрет 64 жупаније се налази на списку фашистичких организација, који је сачинио МУП Србије.

## Политичко деловање у Србији
Покрет на својим манифестацијама носи заставу мађарске династије Арпад коју су у Другом светском рату својатали озлоглашени Салашијеви “њилаши”, а припадници покрета су на овим манифестацијама раније делили мапу велике Мађарске и мапу такозване “Северне мултиетничке регије” на којој је Војводина подељена на српски и мађарски део (при томе би мађарском делу припали и одређени градови у којима Срби чине већину становништва, укључујући Нови Кнежевац, Нови Бечеј, Темерин, Србобран, Кулу, итд).

## Насиље које припадници покрета спроводе у Србији
Септембра 2011. године, група од 15 мађарских младића чланова покрета "64 жупаније“ претукла је у Темерину металним шипкама и ланцима пет српских младића који су се враћали са прославе рођендана свог друга. Према изјави мајке једног од претучених младића, нападачи су носили црне кошуље и били обучени униформисано, а напали су српске младиће зато што су ови причали српски. Мајка овог младића је такође остала без речи због чињенице да ова деца „треба да добију батина зато што су Срби и зато што причају српски у Србији". Темерин је једно од места које припадници покрета "64 жупаније“ виде као део такозване „Северне мултиетничке регије“. Полиција је поводом овог случаја поднела кривичну пријаву због насилничког понашања против 4 особе, док родитељи претучених младића тврде да је нападача било много више и питају се зашто надлежни ћуте.
У недељу, 21. октобра 2012. припадници овог покрета су у једној кафани у Темерину гурали госте и псовали их и вређали на националној основи, а потом и истукли две особе. Полиција је ухапсила седморицу припадника покрета који су учествовали у овом инциденту, а приликом претреса стана једног од ухапшених пронађена је једна аутоматска пушка и делови за ово оружје, ваздушна пушка у деловима, пиштољ, десет комада муниције, мачета и пропагандни материјал покрета "64 жупаније“.
Омладински покрет шездесет четири жупаније више пута је у изјавама демантовао да је та организација умешана у инциденте у Темерину. Ласло Тороцкаи је 2012. године о овим тучама у Темерину рекао да су српски медији годинама лагали о организацији, а њихове исправке нису објавили. Он је те оптужбе демантовао, рекавши да Омладински покрет шездесет четири жупаније (мађ. HVIM) годинама није присутан у Србији, па та организација нема никакве везе са инцидентима у Темерину.